# Krobicki Potok
Krobicki Potok (niem. Hellbach, Hellbichtsbach) – potok górski w południowo-zachodniej Polsce, w woj. dolnośląskim, w Górach Izerskich, prawy dopływ Kwisy, długość 3,7 km, źródła na wysokości ok. 740 m n.p.m., ujście – ok. 380 m n.p.m..

## Opis
Wypływa z północnych zboczy Kamienickiego Grzbietu Gór Izerskich, z obniżenia między Sępią Górą a Wysoką. Płynie stromą dolinką wciętą w zbocza Kamienickiego Grzbietu ku północnemu zachodowi. Wypływa na Pogórze Izerskie. Odtąd płynie spokojnie przez południową część Kotliny Mirskiej. Uchodzi do Kwisy w dolnej części Krobicy, na granicy z Kamieniem.